# Ruth Hagengruber
Ruth Hagengruber, född 1958 i Regen, Tyskland, är en tysk filosof. Hon är professor i praktisk filosofi vid Paderborns universitet.
Hagengruber avlade doktorsexamen vid Münchens universitet 1993 med en avhandling om Tommaso Campanella. Hagengrubers forskningsområden utgörs av bland annat ekonomisk filosofi och informatik. Därtill är hon expert på den franska naturfilosofen och matematikern Émilie du Châtelet.